# بروکس اورپیک
بروکس اورپیک (انگلیسی: Brooks Orpik؛ زادهٔ ۲۶ سپتامبر ۱۹۸۰) بازیکن هاکی روی یخ اهل ایالات متحده آمریکا است.
وی همچنین برندهٔ جوایزی همچون جام استنلی شده‌است.